# Gherasim Șerb
Gherasim Șerb (n. 18 septembrie 1857, Cerbu – d. 22 februarie 1932, Sibiu) a fost un delegat în Marea Adunare Națională de la Alba Iulia, organismul legislativ reprezentativ al „tuturor românilor din Transilvania, Banat și Țara Ungurească”, cel care a adoptat hotărârea privind Unirea Transilvaniei cu România, la 1 decembrie 1918.:p. 297:p. 255

## Biografie
Gherasim Șerb a făcut studiile liceale la Beiuș, Blaj și Târnăveni. A urmat cursuri de teologie la Sibiu, Academia Teologică din Caransebeș și Facultatea de Drept la Budapesta, fiind licențiat în științe politice.La începutul carierei sale, a slujit ca preot si protopop la Consistoriul Mitropolitan Sibiu.Între anii 1890-1902, a fost profesor de drept la Caransebeș, iar în perioada 1902-1930 a fost protopop ortodox în comuna Belinț, din județul Timiș-Torontal.A decedat la Sibiu, la 22 februarie 1932.:p. 297:p. 255

## Activitatea politică

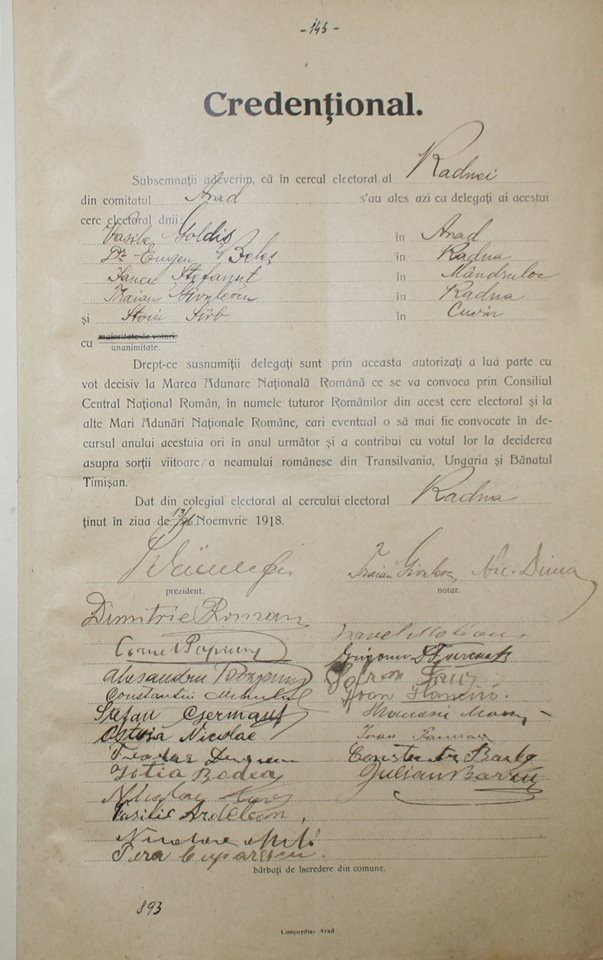
Credențional

A fost unul dintre organizatorii adunării naționale de la Timișoara, din 9 aprilie 1907, protestând împotriva Legii Apponyi. De asemenea, a sprijinit activitatea P.N.R.. Ca deputat în Adunarea Națională din 1 decembrie 1918 a reprezentat, ca delegat de drept, Protopopiatul greco-catolic Belinț. Din 1918 și până în 1923, a fost deputat în Parlamentul României, iar între anii 1923-1927, a fost senator pentru județul Timiș-Torontal. De asemenea, după 1918, a fost președinte al organizației liberale din plasa Recaș, fiind unul dintre fondatorii P.N.L. din Banat.:p. 297:p. 255

## Recunoașteri
A fost decorat cu Răsplata muncii pentru Biserică, clasa I.